# Sylvain Moniquet
Sylvain Moniquet (Namur, Valônia, 14 de janeiro de 1998) é um ciclista belga que compete com a equipa Lotto Dstny.

## Biografia
Sylvain Moniquet incorporou-se ao UCI WorldTour em 2021 com a equipa Lotto Soudal, que o contratou por dois anos. Em abril terminou décima-sexto em Flecha Brabanzona. Uma semana depois, participou na Flecha Valona, onde fez parte da escapada do dia.

## Palmarés
- - Ainda não tem conseguido vitórias como profissional.

## Resultados em Grandes Voltas
| Corrida | Corrida         | 2017 | 2018 | 2019 | 2020 | 2021 | 2022 | 2023 |
| ------- | --------------- | ---- | ---- | ---- | ---- | ---- | ---- | ---- |
|         | Giro d'Italia   | —    | —    | —    | —    | —    | 48.º | —    |
|         | Tour de France  | —    | —    | —    | —    | —    | —    | —    |
|         | Volta a Espanha | —    | —    | —    | —    | 83.º | —    |      |

—: não participa

Ab.: abandono

## Equipas
- AGO-Aqua Service/WB Development (2017-2019)
  - AGO-Aqua Service (2017-2018)
  - Wallonie-Bruxelles Development Team (2019)
- Groupama-FDJ Continental (2020)
- Lotto (2021-)
  - Lotto Soudal (2021-2022)
  - Lotto Dstny (2023-)